# Сестри Кракен (хокейний клуб)
ЖХК «Сестри Кракен» — український жіночий хокейний клуб з м. Одеса. Заснований у 2023 році. Виступає у Чемпіонаті України з хокею серед жінок.
Домашні ігри проводить на ковзанці Палацу Спорту  (проспект Шевченка, 31) у Приморському районі Одеси.
Кольори клубу: Колір морської хвилі та червоний.

## Історія клубу
Ініціатива створення жіночої команди в Одесі з'явилася після того, як представники місцевої СДЮШОР «Крижинка» повернулись з турніру у Харкові, де познайомились з  титулованою хокейною жіночою командою «Харківські Пантери». Вже влітку керівництво новоствореної команди затвердило офіційну назву «Сестри Кракен», хоча до того моменту у клуба були дві інші робочі назви: ЖХК «Мафія» та ЖХК «Шторм». Офіційно хокейний клуб «Сестри Кракен» був створений 16 листопада 2022 року.
Перший склад команди складався переважно з дівчат СДЮШОР, які до цього займались фігурним катанням. Першим тренером команди, який дав початкові навички гри у хокей був Олександр Кондратьєв.
Клуб заявився на участь у чемпіонаті України з хокею серед жінок на сезон 2023—2024 років. З командою почали працювати одразу група тренерів Олександр Бобкін, Руслан Борисенко, Георгій Лопатухін, Роман Чорнобров та Руслан Короп, які паралельно тренували чоловічу команду «Дніпро» (Херсон), що через російську окупацію Херсону вимушено базувалась тоді в Одесі. 
Дебютні матчі у чемпіонаті України «Сестри Кракен» відбулися у листопаді 2023-го року, у яких одеська команда двічі поступилася діючим чемпіонкам України — клубу «Харківські Пантери» з рахунком 1:13 та 1:8. Перші перемоги у чемпіонаті одеська команда здобула у іграх проти жіночої команди «Придніпровськ», а за підсумком сезону серед чотирьох команд-учасниць, «Сестри Кракен» посіли третє місце в турнірній таблиці та виграли таким чином бронзовий комплект нагород.

## Досягнення
Чемпіонат України:
 Бронзовий призер: (2): 2023—2024, 2024—2025